# Oskar Rönningberg
Oskar Rönningberg (født 2. april 1986 i Lund, Sverige) er en svensk tidligere fodboldspiller (forsvarer). Han spillede hos Helsingborg, men måtte stoppe karrieren allerede som 22-årig efter at have pådraget sig en alvorlig knæskade i foråret 2008.
Inden sit tidlige karrierestop nåede Rönningberg at spille to kampe for Sveriges landshold, to træningskampe i januar 2008 mod henholdsvis Costa Rica og USA.

## Titler
Svenska Cupen
- 2006 med Helsingborg